# Zippelsförde
Zippelsförde ist ein bewohnter Gemeindeteil im Ortsteil Krangen der Stadt Neuruppin (Landkreis Ostprignitz-Ruppin, Brandenburg).

## Geografie
Der Ort liegt ca. 5 Kilometer nordöstlich des Neuruppiner Stadtkerns am Rheinsberger Rhin, einem Nebenarm des Rhin der hier von Norden kommend in einem Bogen in nordwestlicher Richtung dem Zermützelsee zufließt. Der Ort liegt auf einer Höhe von 42 m ü. NHN an einer Glazialen Eiszeitrinne. Am Ort führt die Bundesstraße 122 vorbei.

## Geschichte
In Zippelsförde lebten bereits zu slawischer und frühdeutscher Zeit Menschen. Im Jahr 1525 hieß der Ort Tibsförde, ab 1530 Zeipolsforde auch Zippelförde und in Urkunden Zipolfforde und Zippelsfurde. Zu dieser Zeit wird hier schon eine Schneide-, Mahl- und Walkmühle am Rhin genannt, die dem Kloster Lindow gehörte. Dem Kloster gehörte auch die wüste Feldmark Zippelsförde einschließlich dem Teufelssee und dem Lehngericht. Am Westufer des Rhins unweit des Ortes lag die königliche Unterförsterei. In der wüsten Feldmark sollte hier ein Jagdschloss der Grafen von Lindow gestanden haben (ist nicht bestätigt). 
Ab dem Jahre 1759 befand sich hier erneut eine Walkmühle die vom Rheinsberger Rhin angetrieben wurde und im Jahre 1798 hatte Zippelsförde 5 Wohnstätten (Feuerstellen), bewohnt mit 2 Müllern, 2 Einliegern, 1 Unterförster und 1 Büdner.
Nachdem der Kaufmann Carl Friedrich Kohlbach aus Genthin diese Mühle im Jahre 1849 gekauft hatte, ließ er sie in eine Pulvermühle umbauen. Diese Mühle explodierte am 13. Februar 1851 um 13:00 Uhr und forderte 8 Menschenleben und zwei Schwerverletzte. Das Lager mit 300 Kilo Pulver wurde verschont, es waren die in der Mühle lagernden 16 Zentner die sie vernichteten. Später sind die Reste der Mühle abgetragen worden.
Im Jahre 1860 standen in Zippelsförde acht Häuser und 14 Wirtschaftsgebäude. Von den Gebäuden aus dieser Zeit ist bis auf ein Wirtschaftsgebäude nichts mehr vorhanden.

### Einwohnerentwicklung
| Jahr      | 1766 | 1795 | 1798 |
| Einwohner | 47   | 36   | 49   |

### Historische Landwirtschaft
| Aussaat     | Roggen      | Hafer      | Kartoffeln  | Leinsamen  | Buchweizen |
| Menge       | 20 Scheffel | 8 Scheffel | 20 Scheffel | 1 Scheffel | 7 Scheffel |
| Tierbestand | Pferde      | Rinder     | Schweine    |            |            |
| Stück       | 7           | 23         | 26          |            |            |

## Das Jagdhaus
Das denkmalgeschützte Jagdhaus in Zippelsförde wurde von 1912 bis 1914 im Heimatschutzstil erbaut. Bis zum Jahr 1927 lebte hier Oberstleutnant Spickermann, dann kaufte der Unternehmer Moritz Schulze das Haus. Mitte der 50er Jahre wurde das Jagdhaus als Jugendherberge und später Station für junge Touristen genutzt. 1991 übernahm der Landkreis Neuruppin die Immobilie und übergab sie 1992 einem freien Träger, der sie zu einer Umweltbegegnungsstätte machte. Seit 2016 ist die Deutsche Gesellschaft für Tiergestützte Therapie e. V. im Besitz des Jagdhauses.
Das Jagdhaus ist ein eingeschossiger Bau mit einem Krüppelwalmdach. An den Längsseiten befinden sich Risalite. Die Dachziegel, Fenster und Türen stammen aus der Bauzeit vom Anfang des 20. Jahrhunderts. Das Sommerhaus ist ein zweigeschossiges Haus mit einem Satteldach. An den langgestreckten Seiten befinden sich Mittelrisalite.
Das Jagdhaus und das Sommerhaus liegen in einem Park. Hier stehen alte Bäume, unter anderem Rotbuchen, Eichen, Fichten und Hemlocktannen. Neben neueren Anpflanzungen befindet sich auch Wildwuchs im Park. Nach 1992 wurde der Park verändert und es entstand unter anderem auch ein Spielplatz.